# 35357 Haraldlesch
35357 Haraldlesch è un asteroide della fascia principale. Scoperto nel 1997, presenta un'orbita caratterizzata da un semiasse maggiore pari a 2,2600624 UA e da un'eccentricità di 0,1791436, inclinata di 3,62505° rispetto all'eclittica.